# Debian
Debian ([ˈdɛbiən]) — операционная система, состоящая из свободного ПО с открытым исходным кодом. В настоящее время Debian GNU/Linux — один из самых популярных и важных дистрибутивов GNU/Linux, в первичной форме оказавший значительное влияние на развитие этого типа ОС в целом. Debian может использоваться в качестве операционной системы как для серверов, так и для рабочих станций.
Debian имеет наибольшее среди всех дистрибутивов хранилище пакетов — готовых к использованию программ и библиотек, — и если даже не по их числу, то по числу поддерживаемых архитектур: начиная с ARM, используемой во встраиваемых устройствах, наиболее популярных x86-64 и PowerPC, и заканчивая IBM S/390, используемой в мейнфреймах. Для работы с хранилищем разработаны разные средства, самое популярное из которых — Advanced Packaging Tool (APT).
Debian стал основой целого ряда дистрибутивов, таких как Ubuntu, Linux Mint, antiX, Kali Linux, Knoppix, Maemo, SteamOS, TAILS, Astra Linux.
Название «Debian» составлено из имён основателя проекта Иана Мёрдока (Ian Murdock) и его жены Дебры Линн (Debra Lynn).

## История
Создание Debian было начато в августе 1993 года Ианом Мёрдоком. Он руководствовался желанием создать дистрибутив, процесс рождения которого будет, с одной стороны, открытым и свободным в духе GNU/Linux, и одновременно исключительно тщательным и добросовестным. Сначала над проектом работала небольшая сплочённая группа хакеров мира свободного ПО, которая постепенно разрасталась, став большим организованным сообществом разработчиков и пользователей.

## Особенности
Debian отличается широким спектром возможностей. В текущую стабильную версию включено свыше 59 тысяч пакетов программ для десяти архитектур на основе ядра Linux (от Intel/AMD 32-bit/64-bit, широко применяемых в персональных компьютерах, до ARM, обычно используемых во встраиваемых системах и мейнфреймах IBM System z) и также двух архитектур на основе ядра FreeBSD (kfreebsd-i386 и kfreebsd-amd64).
Отличительными чертами Debian являются: система управления пакетами Advanced Packaging Tool (APT), жёсткая политика по отношению к пакетам, репозитории с огромным их количеством, а также высокое качество выпускаемых версий. Это сделало возможным простое обновление между версиями, а также автоматическую установку и удаление пакетов. Именно в Debian впервые был введён как единый стандарт механизм выбора предпочтительного ПО среди нескольких вариантов — Alternatives.
Также Debian является дистрибутивом со смешанной системой обновлений — как традиционная с жизненным циклом, так и модель Rolling release. Переключение между моделями реализовано по кодовым именам в APT. Для Rolling Release прописывается в репозиторий имя ветки, например «stable», а для традиционного жизненного цикла — имя дистрибутива, например «Bookworm».
При стандартной установке Debian используется среда рабочего стола GNOME, куда включён набор популярных программ, таких как LibreOffice, Firefox, почтовая программа Evolution, программы для записи CD/DVD, проигрыватели музыки и видео, программы для просмотра и редактирования изображений и программы для просмотра документов в формате PDF. Также есть образы Live-CD, собранные с KDE, Xfce, LXDE, MATE и Cinnamon. Установочные диски (Debian 12 «Bookworm») в количестве 21 DVD или 5 Blu-ray — содержат все доступные и не обязательно необходимые для стандартной установки пакеты. Для метода установки по сети используется CD, который меньше обычного установочного CD/DVD. Он содержит только то, что необходимо для запуска установщика и скачивания пакетов, выбранных в процессе установки посредством APT. Образы CD/DVD можно свободно скачать через BitTorrent, jigdo или купить у одного из поставщиков компакт-дисков Debian. Также возможна установка с USB-накопителя. Существуют специальные наборы программ Debian Pure Blend, ориентированные на группы пользователей с различным практическим опытом и интересами: Debian Junior для детей от 1 до 99, Debian-Edu для школ, Debian Science с группировкой по наукам, Debian-Med для практического и научного использования в сфере здравоохранения и другие.

## Выпуски
Выпуски Debian разделены на шесть веток:
- oldoldstable (oldoldstable), содержащую пакеты предыдущего oldstable дистрибутива, является неофициальным LTS.
- oldstable (oldstable), содержащую пакеты предыдущего стабильного дистрибутива; может одновременно являться неофициальным LTS и находиться в официальной поддержке после выхода Stable;
- стабильную (stable), содержащую пакеты, вошедшие в последний официальный дистрибутив (обновление пакетов в нём происходит только для устранения уязвимостей);
- тестируемую (testing), из которой будет формироваться следующий стабильный дистрибутив;
- нестабильную (unstable, sid), содержащую новые версии пакетов, которые готовятся к помещению в тестируемую ветку;
- экспериментальную (experimental), не являющуюся полноценной веткой — в ней находятся пакеты, требующие тщательного тестирования или которые повлекут серьёзные изменения в дистрибутиве.

Стабильные и тестируемая версии операционной системы Debian называются именами персонажей мультфильма «История игрушек». Нестабильная версия дистрибутива Debian постоянно носит кодовое имя Сид (sid), по имени отрицательного персонажа из мультфильма, который ломал игрушки.
История выпусков Debian:
| Версия | Версия  | Кодовое имя  | Кодовое имя | Количество поддерживаемых архитектур | Количество пакетов          | Дата выхода             | Окончание срока поддержки | Окончание срока длительной поддержки |
| Выпуск | Текущая | Оригинальное | На русском  | Количество поддерживаемых архитектур | Количество пакетов          | Дата выхода             | Окончание срока поддержки | Окончание срока длительной поддержки |
| ------ | ------- | ------------ | ----------- | ------------------------------------ | --------------------------- | ----------------------- | ------------------------- | ------------------------------------ |
| 0.93R6 |         |              |             | 1                                    |                             | 26 октября 1995 года    |                           | н/д                                  |
| 1.1    |         | Buzz         | Базз        | 1                                    | 474                         | 17 июня 1996 года       | 1996 год                  | н/д                                  |
| 1.2    |         | Rex          | Рекс        | 1                                    | 848                         | 12 декабря 1996 года    | 1996 год                  | н/д                                  |
| 1.3    |         | Bo           | Бо          | 1                                    | 974                         | 5 июня 1997 года        | 1997 год                  | н/д                                  |
| 2.0    |         | Hamm         | Хэмм        | 2                                    | ≈ 1500                      | 24 июля 1998 года       | 1998 год                  | н/д                                  |
| 2.1    |         | Slink        | Слинк       | 4                                    | ≈ 2250                      | 9 марта 1999 года       | декабрь 2000 года         | н/д                                  |
| 2.2    |         | Potato       | Потэйто     | 6                                    | ≈ 3900                      | 15 августа 2000 года    | апрель 2003 года          | н/д                                  |
| 3.0    | 3.0_r6  | Woody        | Вуди        | 11                                   | ≈ 8500                      | 19 июля 2002 года       | август 2006 года          | н/д                                  |
| 3.1    | 3.1_r8  | Sarge        | Сарж        | 11                                   | ≈ 15400                     | 6 июня 2005 года        | апрель 2008 года          | н/д                                  |
| 4.0    | 4.0_r9  | Etch         | Этч         | 11                                   | ≈ 18000                     | 8 апреля 2007 года      | февраль 2010 года         | н/д                                  |
| 5.0    | 5.0.10  | Lenny        | Ленни       | 12                                   | ≈ 23000                     | 14 февраля 2009 года    | февраль 2012 года         | н/д                                  |
| 6.0    | 6.0.10  | Squeeze      | Сквиз       | 9+2[A]                               | ≈ 29000                     | 6 февраля 2011 года     | 31 мая 2014 года[B][B2]   | 29 февраля 2016 года                 |
| 7.0    | 7.11    | Wheezy       | Уизи        | 11+2[C]                              | ≈ 37500                     | 4 мая 2013 года         | февраль 2016 года         | 31 мая 2018 года                     |
| 8.0    | 8.11    | Jessie       | Джесси      | 10                                   | > 43000 из ≈ 20100 исходных | 25 апреля 2015 года     | май 2018 года             | 30 июня 2020 года                    |
| 9.0    | 9.13    | Stretch      | Стрэтч      | 10                                   | ≈ 51000                     | 17 июня 2017 года       | 6 июля 2020 года          | 30 июня 2022 года                    |
| 10.0   | 10.13   | Buster       | Бастер      | 10                                   | ≈ 59000                     | 6 июля 2019 года        | июль 2022 года            | июнь 2024 года                       |
| 11.0   | 11.11   | Bullseye     | Булзай      | 9                                    | ≈ 59551                     | 14 августа 2021 года    | июль 2024 года            | июнь 2026 года                       |
| 12.0   | 12.11   | Bookworm     | Букворм     | 9                                    | 64419                       | 10 июня 2023 года       | будет объявлено позднее   | будет объявлено позднее              |
| 13.0   |         | Trixie       | Трикси      | неизвестно                           | неизвестно                  | 9 августа 2025 года     | будет объявлено позднее   | будет объявлено позднее              |
| 14.0   |         | Forky        | Форки       | неизвестно                           | неизвестно                  | будет объявлено позднее | будет объявлено позднее   | будет объявлено позднее              |

Условные обозначения:
 Не поддерживается
 Поддерживается
 Текущая версия
 Будущая версия
A  9 архитектур на основе ядра Linux + 2 архитектуры на основе ядра FreeBSD
B  Обновления безопасности до февраля 2016 года
B2  Для архитектур IA-32 и x86-64 до февраля 2016 года
C  11 архитектур на основе ядра Linux + 2 архитектуры на основе ядра FreeBSD

## Ядра
| Выпуск Debian                        | Ядра Debian                                                | Последние версии ядра как раз перед выпуском Debian                                   |
| ------------------------------------ | ---------------------------------------------------------- | ------------------------------------------------------------------------------------- |
| 1.1 buzz от 17 июня 1996 года        | 2.0 от 9 июня 1996 года                                    |                                                                                       |
| 1.2 rex от 12 декабря 1996 года      | 2.0.27 от 1 декабря 1996 года                              |                                                                                       |
| 1.3 bo от 5 июня 1997 года           | 2.0.29 2.0.30 for 1.3.1 also 2.0.33                        | 2.0.30 от 8 апреля 1997 года 2.1.42 от 29 мая 1997 года                               |
| 2.0 hamm от 24 июля 1998 года        | 2.0.33 2.0.34                                              | 2.0.35 от 13 июля 1998 года                                                           |
| 2.1 slink от 9 марта 1999 года       | 2.0.35-3 2.0.36-3 2.1.125-1 2.2.1-1                        | 2.2.3 от 9 марта 1999 года                                                            |
| 2.2 potato от 15 августа 2000 года   | 2.2.16                                                     | 2.2.16 от 7 June 2000 2.3.99-pre9 от 23 мая 2000 года                                 |
| 3.0 woody от 19 июля 2002 года       | 2.2.20 2.4.18                                              | 2.2.21 от 20 мая 2002 года 2.4.18 on 25 февраля 2002 года 2.5.26 от 16 июля 2002 года |
| 3.1 sarge от 6 июня 2005 года        | 2.4.30 от 4 апреля 2005 года 2.6.11.11 от 27 мая 2005 года |                                                                                       |
| 4.0 etch от 8 апреля 2007 года       | 2.6.18                                                     | 2.6.20.6 от 6 апреля 2007 года                                                        |
| 5.0 lenny от 14 февраля 2009 года    | 2.6.26                                                     | 2.6.28.5 от 12 февраля 2009 года                                                      |
| 6.0 squeeze от 6 февраля 2011 года   | Linux 2.6.32 kFreeBSD 8.1                                  | 2.6.37 от 5 января 2011 года 8.1 от 19 июля 2010 года                                 |
| 7.0 wheezy от 4 мая 2013 года        | Linux 3.2.41 kFreeBSD kernel 8.3 и 9.0                     | 3.9 от 29 апреля 2013 года                                                            |
| 8.0 Jessie от 26 апреля 2015 года    | Linux 3.16.0                                               | 4.0 и 3.19 2015 года                                                                  |
| 9.0 stretch от марта 2017 года       | Linux 4.9.0                                                | 4.10                                                                                  |
| 10.0 buster от 06 июля 2019 года     | Linux 4.19.0                                               | 5.2 от 07 июля 2019 года                                                              |
| 11.0 bullseye от 14 август 2021 года | Linux 5.10                                                 | 5.13 от 27 июня 2021 года                                                             |
| 12.0 bookworm от 10 июня 2023 года   | Linux 6.1                                                  | 6.3.7 от 9 июня 2023 года                                                             |

## Поддерживаемые архитектуры
Будущий релиз Debian 13 «Trixie» официально портирован на следующие архитектуры:
- amd64 — архитектура x86-64 разработана для Intel/AMD 64-битных процессоров;
- arm64 — архитектура ARM, 64-бита (AArch64);
- armel — архитектура ARM для Risc PC и различных встраиваемых систем;
- armhf — архитектура ARM седьмой версии;
- i386 — архитектура x86, разработана для Intel-совместимых 32-битных процессоров;
- mips64el;
- mipsel — архитектура MIPS;
- ppc64el — архитектура PowerPC;
- riscv64;
- s390x — архитектура IBM System Z.

Существуют также неофициальные версии для ряда других архитектур, некоторые из которых активно разрабатываются, но пока являются лишь частью нестабильного выпуска.

## Стадии разработки
Пакеты программного обеспечения (ПО), которые находятся в разработке, изначально попадают или в дистрибутив проекта под названием unstable (также известен как sid), или в репозиторий experimental. Версии ПО в unstable достаточно стабильны, чтобы увидеть свет, по мнению их разработчиков, но они уже содержат специфичные изменения, внесённые в рамках проекта Debian, в том числе информацию для создания пакета дистрибутива. Эти изменения могут быть новыми и нетестированными. ПО, не готовое к выпуску, обычно размещается в experimental.
После того, как версия ПО пробудет в unstable некоторое количество времени (в зависимости от критичности изменений), пакет автоматически переходит в дистрибутив testing. Переход происходит, только если пакет не содержит критичных ошибок и все остальные необходимые пакеты удовлетворяют условиям перехода в testing.
Так как обновления пакетов Debian между официальными выпусками не включают в себя новой функциональности, некоторые разработчики используют пакеты из unstable и experimental для новых версий своих продуктов. Однако эти дистрибутивы тестируются не так тщательно, как stable, и могут не получать вовремя важных исправлений безопасности. Иногда такое обновление работающих пакетов из unstable может серьёзно нарушить работу ПО.
После того, как пакеты в testing дозрели и цели, поставленные перед следующим выпуском, достигнуты, testing становится следующей стабильной версией.

## Лидеры проекта
| Иан Мёрдок, основатель дистрибутива | август 1993 — март 1996        |
| Брюс Перенс                         | апрель 1996 — декабрь 1997     |
| Иан Джексон                         | январь 1998 — декабрь 1998     |
| Вихерт Аккерман                     | январь 1999 — март 2001        |
| Бен Коллинс                         | апрель 2001 — апрель 2002      |
| Бидейл Гарби                        | апрель 2002 — апрель 2003      |
| Мартин Мичлмаир                     | март 2003 — март 2005          |
| Брендан Робинсон                    | апрель 2005 — апрель 2006      |
| Энтони Таунс                        | апрель 2006 — апрель 2007      |
| Сэм Осевар                          | апрель 2007 — апрель 2008      |
| Стив Макинтайр                      | апрель 2008 — апрель 2010      |
| Стефано Дзаккироли                  | апрель 2010 — апрель 2013      |
| Лукас Нуссбаум                      | апрель 2013 — апрель 2015      |
| Нил Макговерн                       | апрель 2015 — апрель 2016      |
| Мехди Доггай                        | апрель 2016 — апрель 2017      |
| Крис Лэмб                           | апрель 2017 — апрель 2025      |
| Андреас Тилле                       | апрель 2025 по настоящее время |

## Условия
Общественный договор Debian, впервые ратифицированный в 1997 году и обновлённый в 2004, определяет базовые принципы существования проекта и осуществления разработки, а также включает в себя критерии Debian по определению свободного программного обеспечения. Он позволяет утверждать, что Debian GNU/Linux является одной из наиболее свободных из популярных операционных систем. Впоследствии критерии Debian по определению свободного программного обеспечения были использованы в качестве основы определения Open Source.
Конституция Debian, впервые принятая в 1998 году и обновлённая несколько раз (в настоящее время актуальна версия 1.5, принятая 9 января 2015 года), определяет статусы разработчиков, лидера проекта, технического комитета, секретаря, а также имущественные отношения проекта Debian и стандартную процедуру принятия решений.
В 2014 году принят Кодекс поведения Debian, описывающий стандарты взаимоотношений между участниками проекта. Кодекс предписывает быть уважительным, добросовестным, открытым, помогать остальным участникам проекта и пользователям.

### Debian и FSF
Критерии Debian по определению свободности не полностью совпадают с критериями Фонда свободного ПО (Free Software Foundation, FSF). Например, в проекте Debian принято считать несвободными лицензию GNU FDL, если она используется с неизменяемыми разделами, и лицензию Free Art, которые FSF считает свободными лицензиями для документации и произведений искусства. В то же время Debian так же, как и OSI, считает свободной Artistic License 1.0, которую FSF считает неудачно написанной, а потому — несвободной.
FSF не допускает значительной помощи в использовании собственнического ПО, а Debian предоставляет для пользователей несвободного ПО место на серверах, списки рассылки и др. В то же время FSF не требует полной свободы для нефункционального содержимого (например, графика в игре или политическая речь), а Debian помещает такое несвободное содержимое в раздел с остальными несвободными компонентами.
Иногда в Debian проводится голосование с целью решить, что делать с несвободными компонентами.[обновить данные]
- В 2004 году состоялось голосование о прекращении поддержки раздела с несвободным ПО к следующему выпуску, в результате раздел оставлен.[88]
- В 2006 году — о решении проблемы firmware без исходного кода (блоб) в ядре и дате выпуска Etch — выпуск не отложен.[89]
- В 2008 году — о решении проблемы firmware без исходного кода и дате выпуска Lenny — считать блобы не нарушающими GPL, пока не доказано обратное.[90]
- В декабре 2010 года было объявлено, что firmware (отдельно под свободными и несвободными лицензиями) выделены из ядра в отдельные пакеты.[91]

Из‐за этих различий некоторые приверженцы свободного ПО считают, что операционные системы Debian не достойны звания свободных и вместо них поддерживают gNewSense.

Семейство дистрибутивов, основанных на Debian

## Дистрибутивы, основанные на Debian
Debian и дистрибутивы, основанные на нём (более 100), используют формат пакетов .deb и менеджер пакетов dpkg.

## Debian Live
Live CD с операционной системой Debian загружается со сменного носителя (CD, DVD, USB-накопитель и т. д.) или по сети c помощью технологии netboot без установки на жёсткий диск. Это позволяет пользователям ознакомиться с операционной системой перед её установкой или использовать в качестве загрузочного диска. Созданы LiveCD для восстановления после сбоев и стандартные с графическими оболочками GNOME, KDE Plasma Workspaces, Xfce и LXDE для нескольких архитектур. Debian LiveCD также предоставляют возможность установки на жёсткий диск. Большинство существующих стандартных ISO-образов для Squeeze не подходит для CD типа «700 MB». С помощью технологии Debian Live были созданы различные, в том числе маленькие Live CD, со специфическими настройками и составом программного обеспечения.

## Использование
NASA использует систему Debian на рабочих местах космонавтов МКС. Также NASA применяло систему Debian в экспериментах на шаттле Колумбия.